# Грегор, Уильям
Уильям Грегор (англ. William Gregor; 25 декабря 1761, Корнуолл — 11 июня 1817, Крид, Юго-Западная Англия) — английский священник и минералог, первооткрыватель титана.

## Биография
Уильям Грегор родился в семье военного. В 1784 году окончил колледж Св. Иоанна в Университете Кембриджа. Затем обзавёлся семьёй и переехал в Корнуолл, где стал заниматься изучением местных минералов. В 1791 году исследуя доставленный к нему чёрный песок, найденный близ Мэнаккана, он обнаружил в нём следы железа, марганца и неизвестного вещества. Проведя ряд экспериментов над этим песком, Грегор смог выделить из него металл, который назвал мэнаккин. Четырьмя годами позже немецкий химик Мартин Клапрот не зная об открытии Грегора получил тот же металл и назвал его титаном, в честь Титанов из греческой мифологии. Пару лет спустя узнав об открытии Грегора, Клапрот отказался от каких-либо претензий на право называться первооткрывателем нового элемента.